# Takeshi Shimizu
Takeshi Shimizu (清水 武士 Shimizu Takeshi?,  nacido el 18 de agosto de 1975 en Yamanashi) es un exfutbolista japonés. Jugaba de centrocampista y su último club fue el Ventforet Kofu de Japón.

## Trayectoria

### Clubes
| Club               | País  | Año         |
| ------------------ | ----- | ----------- |
| Bellmare Hiratsuka | Japón | 1994        |
| Ventforet Kofu     | Japón | ???? - 1999 |

## Palmarés

### Títulos nacionales
| Título             | Club               | País  | Año  |
| ------------------ | ------------------ | ----- | ---- |
| Copa del Emperador | Bellmare Hiratsuka | Japón | 1994 |